# Buzan d'Édesse
Pour les articles homonymes, voir Buzan (homonymie).
Cet article possède un paronyme, voir Busan.
Buzan d'Édesse est un émir turc seldjoukide d'Édesse.
La ville d'Édesse fut prise par les troupes seldjoukides en 1086. Le sultan Malik Shah Ier la confia à Buzan, car il se méfiait de l'ambition de son frère Tutuş qui venait de vaincre Süleyman Ier.
En 1093, Tutuş profite de la succession troublée de son frère Malik Shah Ier à Bagdad pour déposséder les fils de Malik Shah, ses neveux. Il impose à Aq Sunqur al-Hajib, gouverneur d'Alep, et à Buzan de s'associer à lui. Ceux-ci, par fidélité pour le fils de leur ancien maître, faisant défection à la bataille de Tutuş contre Barkyaruq (un des fils de Malik Shah), ils obligent Tutuş à battre en retraite.
Épris de vengeance, Tutuş livre bataille à Ruyan, près d'Alep, contre Aq Sunqur al-Hajib, Kerbogha et Buzan coalisés. Vainqueur en 1094, Tutuş fait décapiter Aq Sunqur al-Hajib et Buzan, Kerbogha demeurant prisonnier.
Un ancien officier de l'arménien Philaretos Brakhamios, Thoros, élimine facilement la garnison turque d'Édesse et s'empare de la ville en 1095. Sa prise de pouvoir jette la base du comté d'Édesse.